# Fall (2022)
Fall is een Amerikaanse speelfilm uit 2022 geregisseerd door Scott Mann.

## Verhaal
Becky en Hunter zijn twee beste vriendinnen waarvan het leven draait om het overwinnen van angsten en het verleggen van grenzen. De twee besluiten een verlaten radiotoren van zeshonderd meter hoog te beklimmen om de as van Becky haar overleden echtgenoot uit te strooien. Echter als de vriendinnen de toren beklimmen breken er gammele delen van de ladder af waardoor ze vast komen te zitten op grote hoogte.
Terwijl ze op grote hoogte vast zitten wordt hun klimvaardigheid en hun vriendschap op de proef gesteld.

## Rolverdeling
| Acteur                | Personage              |
| --------------------- | ---------------------- |
| Grace Caroline Currey | Becky Connor           |
| Virginia Gardner      | Shiloh Hunter          |
| Mason Gooding         | Dan Connor             |
| Jeffrey Dean Morgan   | James Conner           |
| Jasper Cole           | Steve                  |
| Darrell Dennis        | Randy                  |
| Bamm Ericsen          | Politieagent           |
| Julia Mitchell        | Serveerster            |
| Evie Mann             | Bloemist               |
| Joseph Mann           | Page Boy               |
| Nick Lynes            | Verwarde autochauffeur |
| Branden Currey        | Barman                 |

## Achtergrond

### Ontstaan
Regisseur Scott Mann kwam met het idee voor deze film toen hij op grote hoogte aan het filmen was voor zijn film Final Score en hij daar een gesprek had over hoogte en angst over vallen.

### Ontvangst
Fall ging op 12 augustus 2022 in de Verenigde Staten in première en werd door het publiek in het algemeen goed ontvangen. Op Rotten Tomatoes heeft de film een score van 79% op basis van 144 beoordelingen. Metacritic komt op een score van 62/100, gebaseerd op 23 beoordelingen.
De film werd in het voorjaar van 2023 uitgebracht op streamingsdienst Netflix. De film behaalde daar in verschillende landen de top tien van best bekeken films, mede door de populariteit op Netflix werd door de makers in maart 2023 bekend gemaakt dat ze werken aan een vervolgfilm.

## Trivia
- De fictieve B67 tower die de meiden beklimmen in de film is gebaseerd op de KXTV/KOVR tower, dit is de hoogste radiotoren in Californië.[9]